# Herbert S. Hadley
Herbert Spencer Hadley, född 20 februari 1872 i Olathe, Kansas, död 1 december 1927 i Saint Louis, Missouri, var en amerikansk republikansk politiker och jurist. Han var Missouris guvernör 1909–1913.
Hadley utexaminerades 1892 från University of Kansas och avlade 1894 juristexamen vid Northwestern University. Som åklagare i Jackson County tjänstgjorde han 1901–1903. Han var Missouris justitieminister (attorney general) 1905–1909.
Hadley efterträdde 1909 Joseph W. Folk som Missouris guvernör och efterträddes 1913 av Elliot Woolfolk Major.
Hadley avled 1927 och gravsattes på Riverview Cemetery i Jefferson City.